# Josip Filip Vukasović
Josip Filip Vukasović (Sveti Petar (Bruvno), 1755. - Beč, 1809.), hrvatski ratnik i graditelj koji je poznat kao graditelj Lujzinske ceste te poznati vojskovođa koji je stekao u Vojsci Habsburške Monarhije čin podmaršala.

## Životopis
Rođen je u Svetom Petru kod Bruvna u Lici 1755. godine. Kao dio viteške i časničke obitelji završava visoku vojnu školi te ga car Josip II. promiče 1788. godine u bojnika i dodjeljuje mu tom prigodom Viteški Red Marije Terezije i ruske carice Ane. Dobio je i nasljedni barunat i grofovstvo zbog hrabrosti i držanja u Habsburško-turskom ratu 1788-1791. u pohodu na Crnu Goru gdje je predvodio 200 Ličana u borbi protiv Turaka. 1799. godine postaje generalom-bojnikom te iste godine nagrađen je Veleredom sv. Ane zbog doprinosa protiv Napoleona u sjevernoj Italiji.
Njegova je postrojba bila pukovnija, odnosno 48. pješačka regimenta. Prethodno je sudjelovao u Bavarskom nasljednom ratu 1778-1779. Od 1802. je godine u njegovoj postrojbi službovao poznati hrvatski vojni inženjer Josip Kajetan Knežić. Za života je bio odlikovan Diplomom grada Torina 6. lipnja 1799. te mu je car Franjo II. dodijelio posjed Ribnik kao darovnicu.
Poznat je također kao i graditelj Lujzinske ceste, ceste od Senja do Sv. Jurja i od Senja do Novog Vinodolskog, a realizirao je i mnoge druge graditeljske projekte poput uređenja gradske luke u Senju i regulacije bujice - potoka od Senja do Novog Vinodolskog. 
Umro je od posljedica ranjavanja na bojnom polju protiv Francuza 1809. u bitci kod Wagrama te je pokopan u Beču. Smrću njegovog sina Filipa 1844. izumrla je po muškoj liniji slavna ličko-senjska plemićka i uskočka obitelj Vukasović.

## Vanjske poveznice
- Vukasović, Filip Hrvatska enciklopedija
- Vukasovićeva pogibija posljedica je teškog ranjavanja u bitki kod Wagrama
- Bavarski nasljedni rat  Hrvatska enciklopedija